# Apha
Apha is een bestuurslaag in het regentschap Aceh Selatan van de provincie Atjeh, Indonesië. Apha telt 685 inwoners (volkstelling 2010).